# Nicholas de Ville
Nicholas de Ville (* 1944) ist ein britischer Grafiker, und Autor. Seit 1972 gestaltet er hauptsächlich Tonträgerverpackungen und ist Autor verschiedener Essays über zeitgenössische Kunst.

## Beruflicher Werdegang
Nicholas de Ville besuchte von 1953 bis 1962 Abbotsholme, ein Internat in Staffordshire. Danach studierte er ein Jahr Architektur an der University of Manchester und drei Jahre Bildende Kunst an der Kunstschule in Derby. Von 1965 bis 1969 studierte er Kunst an der University of Newcastle upon Tyne.
Zusammen mit seinem ehemaligen Studienkollegen Brian Ferry entwarf De Ville seit 1972 zum größten Teil die Cover der Alben von Roxy Music und Brian Ferry. Zudem hat De Ville einen Lehrstuhl am Goldsmiths College in London inne, wo er seit 1971 unterrichtet. Über die Vorgehensweise bei seiner Arbeit als Produktgestalter schreibt er in Album – Style and Image in Sleeve Design, das 2003 veröffentlicht wurde.

## Ausstellungen (Auswahl)
- 1990 Künstlerprojekt Over Schilderen Rijksakademie van beeldende kunsten, Amsterdam.
- 1992/1993 Refusing to Surface: Art and the Transfiguration of the Ordinary, John Hansard Gallery, Southampton, Ikon Gallery, Birmingham und South London Gallery, London.